# Campionati del mondo di ciclocross - Gara maschile Junior
La gara maschile Junior è una delle prove disputate durante i campionati del mondo di ciclocross. Riservata ad atleti di età compresa tra 17 e 18 anni, si tenne per la prima volta nel 1979.

## Albo d'oro
Aggiornato all'edizione 2025.
| Anno | Vincitore                             | Secondo                               | Terzo                                 |
| ---- | ------------------------------------- | ------------------------------------- | ------------------------------------- |
| 1979 | José Iñaki Vijandi                    | Bart Musschoolt                       | Heinz Matschke                        |
| 1980 | Radomír Šimůnek                       | Jokin Mujika                          | Bernard Woodti                        |
| 1981 | Rigobert Matt                         | Miroslav Kvasnička                    | Konrad Morf                           |
| 1982 | Beat Schumacher                       | Erwin Nijboer                         | Radovan Fořt                          |
| 1983 | Roman Kreuziger                       | Martin Hendriks                       | Petr Hric                             |
| 1984 | Ondrej Glajza                         | Robert Dane                           | Richard Koberna                       |
| 1985 | Beat Wabel                            | Jürgen Sprich                         | Wim de Vos                            |
| 1986 | Stuart Marshall                       | Beat Brechbühl                        | Wim de Vos                            |
| 1987 | Marc Janssens                         | Ralph Berner                          | Tomáš Port                            |
| 1988 | Thomas Frischknecht                   | Maik Müller                           | Daniel Rech                           |
| 1989 | Richard Groenendaal                   | Emmanuel Magnien                      | Christian Bertotti                    |
| 1990 | Eric Boezewinkel                      | Jérôme Chiotti                        | Niels van der Steen                   |
| 1991 | Ondřej Lukeš                          | Jiří Pospíšil                         | Dariusz Gil                           |
| 1992 | Roger Hammond                         | Vojtěch Bachleda                      | Jan Faltýnek                          |
| 1993 | Kamil Ausbuher                        | Jaromír Friede                        | Miguel Martinez                       |
| 1994 | Gretienus Gommers                     | Kamil Ausbuher                        | Ben Berden                            |
| 1995 | Zdeněk Mlynář                         | Guillaume Benoist                     | Stefan Bünter                         |
| 1996 | Roman Peter                           | Gaizka Lejarreta                      | Gregory Lapalud                       |
| 1997 | David Rusch                           | Stefano Toffoletti                    | Steffen Weigold                       |
| 1998 | Michael Baumgartner                   | Stefano Toffoletti                    | Davy Commeyne                         |
| 1999 | Matthew Kelly                         | Sven Vanthourenhout                   | Thijs Verhagen                        |
| 2000 | Bart Aernouts                         | Walker Ferguson                       | David Kášek                           |
| 2001 | Martin Bína                           | Radomír Šimůnek                       | Jan Kunta                             |
| 2002 | Kevin Pauwels                         | Krysztof Kuzniak                      | Zdeněk Štybar                         |
| 2003 | Lars Boom                             | Eddy van Ijzendoorn                   | Zdeněk Štybar                         |
| 2004 | Niels Albert                          | Roman Kreuziger                       | Clément Lhotellerie                   |
| 2005 | Davide Malacarne                      | Julien Taramarcaz                     | Christoph Pfingsten                   |
| 2006 | Boy van Poppel                        | Róbert Gavenda                        | Tom Meeusen                           |
| 2007 | Joeri Adams                           | Daniel Summerhill                     | Jiří Polnický                         |
| 2008 | Arnaud Jouffroy                       | Peter Sagan                           | Lubomír Petruš                        |
| 2009 | Tijmen Eising                         | Corné van Kessel                      | Alexandre Billon                      |
| 2010 | Tomáš Paprstka                        | Julian Alaphilippe                    | Emiel Dolfsma                         |
| 2011 | Clément Venturini                     | Fabien Doubey                         | Loïc Doubey                           |
| 2012 | Mathieu van der Poel                  | Wout Van Aert                         | Quentin Jauregui                      |
| 2013 | Mathieu van der Poel                  | Martijn Budding                       | Adam Ťoupalík                         |
| 2014 | Thijs Aerts                           | Yannick Peeters                       | Jelle Schuermans                      |
| 2015 | Simon Andreassen                      | Eli Iserbyt                           | Max Gulickx                           |
| 2016 | Jens Dekker                           | Mickaël Crispin                       | Thomas Bonnet                         |
| 2017 | Thomas Pidcock                        | Daniel Tulett                         | Ben Turner                            |
| 2018 | Ben Tulett                            | Tomáš Kopecký                         | Ryan Kamp                             |
| 2019 | Ben Tulett                            | Witse Meeussen                        | Ryan Cortjens                         |
| 2020 | Thibau Nys                            | Lennert Belmans                       | Emiel Verstrynge                      |
| 2021 | annullata per la Pandemia di COVID-19 | annullata per la Pandemia di COVID-19 | annullata per la Pandemia di COVID-19 |
| 2022 | Jan Christen                          | Aaron Dockx                           | Nathan Smith                          |
| 2023 | Léo Bisiaux                           | Senna Remijn                          | Yordi Corsus                          |
| 2024 | Stefano Viezzi                        | Keije Solen                           | Kryštof Bažant                        |
| 2025 | Mattia Agostinacchio                  | Bruyere Joumard                       | Filippo Grigolini                     |

## Medagliere
| Pos.   | Nazione        | Oro | Argento | Bronzo | Totale |
| ------ | -------------- | --- | ------- | ------ | ------ |
| 1      | Paesi Bassi    | 9   | 7       | 7      | 23     |
| 2      | Belgio         | 7   | 8       | 7      | 22     |
| 3      | Svizzera       | 7   | 2       | 3      | 12     |
| 4      | Gran Bretagna  | 5   | 2       | 2      | 9      |
| 5      | Rep. Ceca      | 4   | 5       | 8      | 17     |
| 6      | Cecoslovacchia | 4   | 3       | 6      | 13     |
| 7      | Francia        | 3   | 6       | 7      | 16     |
| 8      | Italia         | 2   | 2       | 1      | 5      |
| 9      | Germania Ovest | 1   | 3       | 1      | 5      |
| 10     | Spagna         | 1   | 2       | 0      | 3      |
| 10     | Stati Uniti    | 1   | 2       | 0      | 3      |
| 12     | Danimarca      | 1   | 0       | 0      | 4      |
| 13     | Slovacchia     | 0   | 2       | 0      | 2      |
| 14     | Polonia        | 0   | 1       | 1      | 2      |
| 15     | Germania       | 0   | 0       | 2      | 2      |
| Totale | Totale         | 45  | 45      | 45     | 135    |